# Superfest
 (mai 2024).
Si vous disposez d'ouvrages ou d'articles de référence ou si vous connaissez des sites web de qualité traitant du thème abordé ici, merci de compléter l'article en donnant les références utiles à sa vérifiabilité et en les liant à la section « Notes et références ».
Superfest est une marque de verres à boisson conçu et fabriqué en Allemagne de l'est (RDA) entre 1980 et 1990 dans l'ancienne usine VEB Sachsenglas Schwepnitz. Avant 1980 ils sont également appelé CV-Glass ou Ceverit avant d'être renommé "Superfest".
Ces verres ont été développés pour assurer à long terme les besoins en verre dans les bars et les restaurants en période de pénurie de matières premières. Ces verres solidifié chimiquement sont considérés comme incassables.

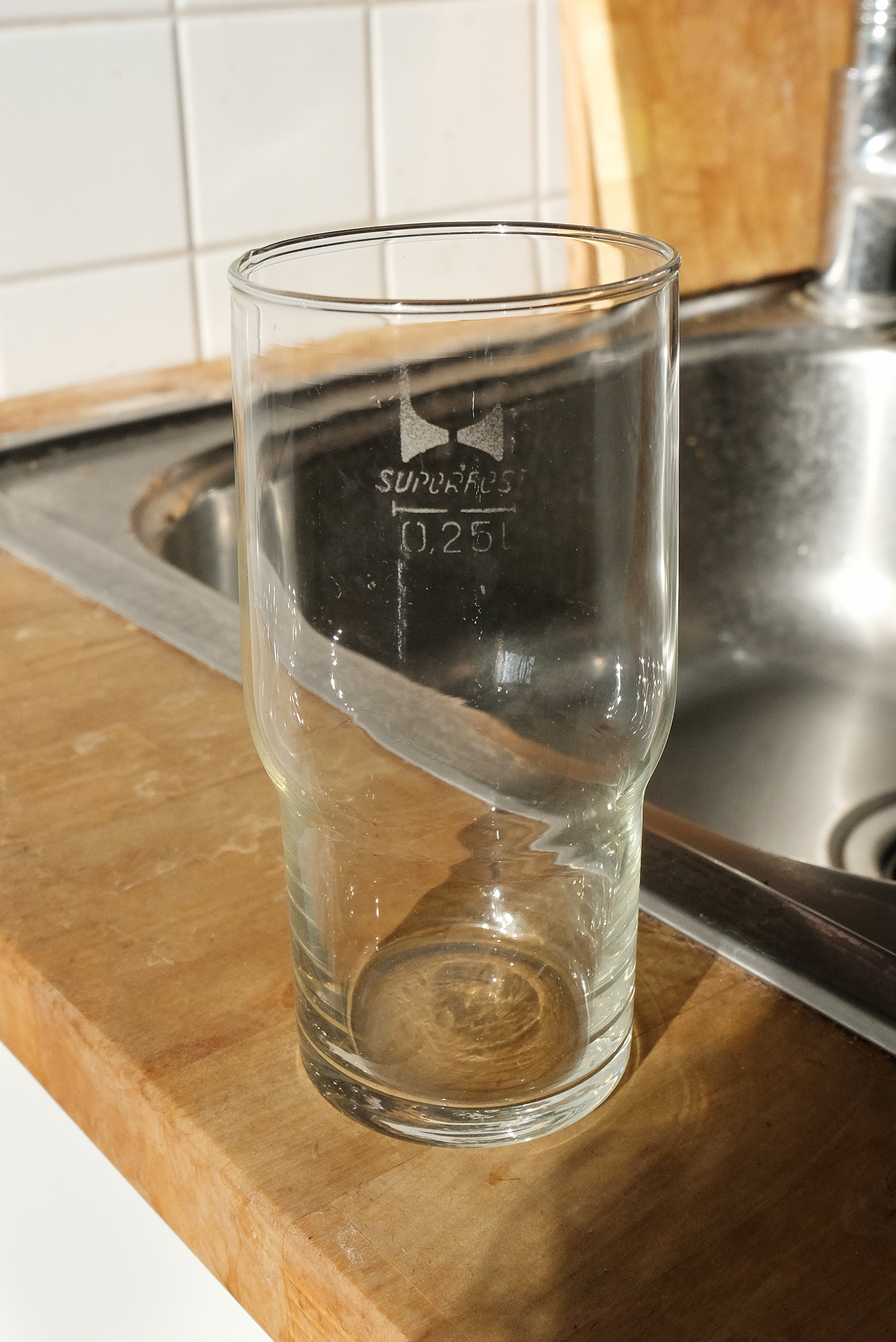
Un verre à bière Superfest (0,25 l)

## Historique
Au milieu des années 1970, des tentatives ont commencé en RDA pour rendre le verre conventionnel à paroi mince à la fois plus solide et plus résistant à la chaleur tout en restant viable économiquement. C'est ainsi que parmi les recherches, le département sur la structure du verre fondé par l'Institut central de chimie organique en 1973, à étudié une méthode de solidification du verre par un procédé d'échange d'ions.
Dans une étape supplémentaire de la fabrication, le verre est chauffé et trempé dans une solution d'ions potassium visant à échanger des ions sodium présent à la surface du verre par des ions potassium, occupant plus d'espace dans la structure cristalline. Ayant pour résultat d'augmenter la tensions dans la surface du verre et le rendre plus solide.
Le 8 août 1977, une équipe de quatre membres dirigée par le scientifique Dieter Patzig dépose le brevet numéro 157966 intitulé Procédé et appareil de solidification de produits en verre par échange d'ions pour le verre de boisson solidifié
En novembre 1978, une décision du Conseil des ministres obtient des financements pour ce « Projet d'urgence particulière ». La marque de verre résultante de l'invention a dans un premier temps été appelée CEVERIT, composée de CE (chimique) + VER (solidifié) + IT (terminaison habituelle pour les matières minérales). L'objectif initial était de fournir un verre 5 fois plus durable, finalement il résultera qu'il seront 15 fois plus durable que des verres ordinaires.
Parmi les avantages indirects, on peut citer la résistance à la chaleur et un poids plus faible du à l'économie de matière rendu possible par la solidité du verre.
Les scientifiques avaient une petite équipe d'assistants qui aidaient à perfectionner le matériel jour après jour. Elfriede Hilma Matzko, une métallographe formée, a travaillé dans l'équipe de Dieter Patzig en tant qu'assistant physique. Sur plusieurs années, il a mesuré les fissures dans le verre tous les jours, transmis les évaluations aux scientifiques et a ainsi contribué à l'amélioration de la solidité du verre. Pour l'innovation, il y a eu un honneur et une récompense en espèces pour les scientifiques et leur équipe d'assistants de l'Académie des sciences de la RDA (AdW). Cette prime n'a été versée qu'aux employés à plein temps et non aux employés à temps partiel. Elfriede Hilma Matzko, mère de quatre enfants, n'a donc pas reçu de prime à temps partiel. Les femmes de l'Académie des sciences du département physique étaient autorisées à amener leurs enfants au travail. Cela a permis à leurs enfants de faire l'expérience du développement de ces verres.
La production, qui a commencé au printemps 1980 dans l'usine d’état VEB Sachsenglas Schwepnitz, était initialement limitée aux verres de bière. À la suggestion du représentant des ventes de l'Allemagne de l'Ouest Eberhard Pook, le nom de la marque de verre a été changé en Superfest. Et en plus des verres de bière initiaux, des verres de grenaille, des vases, des sundaes glacés et d'autres formes ont été ajoutés plus tard à la gamme.

Le principal client était la gastronomie de la RDA. Car les ventes à l'export prévue en République fédérale ne se sont jamais vraiment réalisées. 
« À Coca Cola, par exemple, on disait : Pourquoi devrions-nous prendre un verre qui ne se casse pas ? Nous gagnons de l'argent avec nos verres. Les commerçants ont dit à juste titre : « Celui qui coupe la branche sur laquelle il est assis ? » 

(Eberhard Pook).
La mise en œuvre Abwicklungde l'industrie du verre de la RDA et de ses institutions scientifiques a commencé avec le revirement politique.
En 1983, ils reçoivent la médaille d'or de design de la Foire de Leipzig .
En juillet 1990, SAXONIA-Glas GmbH Schwepnitz a été construite à partir de l'usine de verre de Schwepnitz, qui a été liquidée par Treuhand en 1991.
En 1991, la production est arrêtée lorsque la consommation passe au premier plan au détriment du développement durable. Le brevet est libéré un an plus tard.
Aujourd'hui, ces verres ont acquis un statut de pièces de collection et ne sont plus disponibles qu'en seconde main ou remplis de bière dans certains bars de Berlin Est.

## Formats
Différents formats de verres ont été fabriqués au fil de l’évolution de la production, des verres à bières aux tasses à thé, en passant par les verres à vin et à whisky. Les verres empilable du designer collectivement Paul Bittner, Fritz Keuchel et Tilo Poitz ont reçu le Good Design Prize en 1980. Il est inspiré des verres hôtes conçus par Margarete Jahny et Erich Maller au début des années 1970. Les formes originales de Jahny et de Muller ont été changées en faveur de l'empilementabilité.

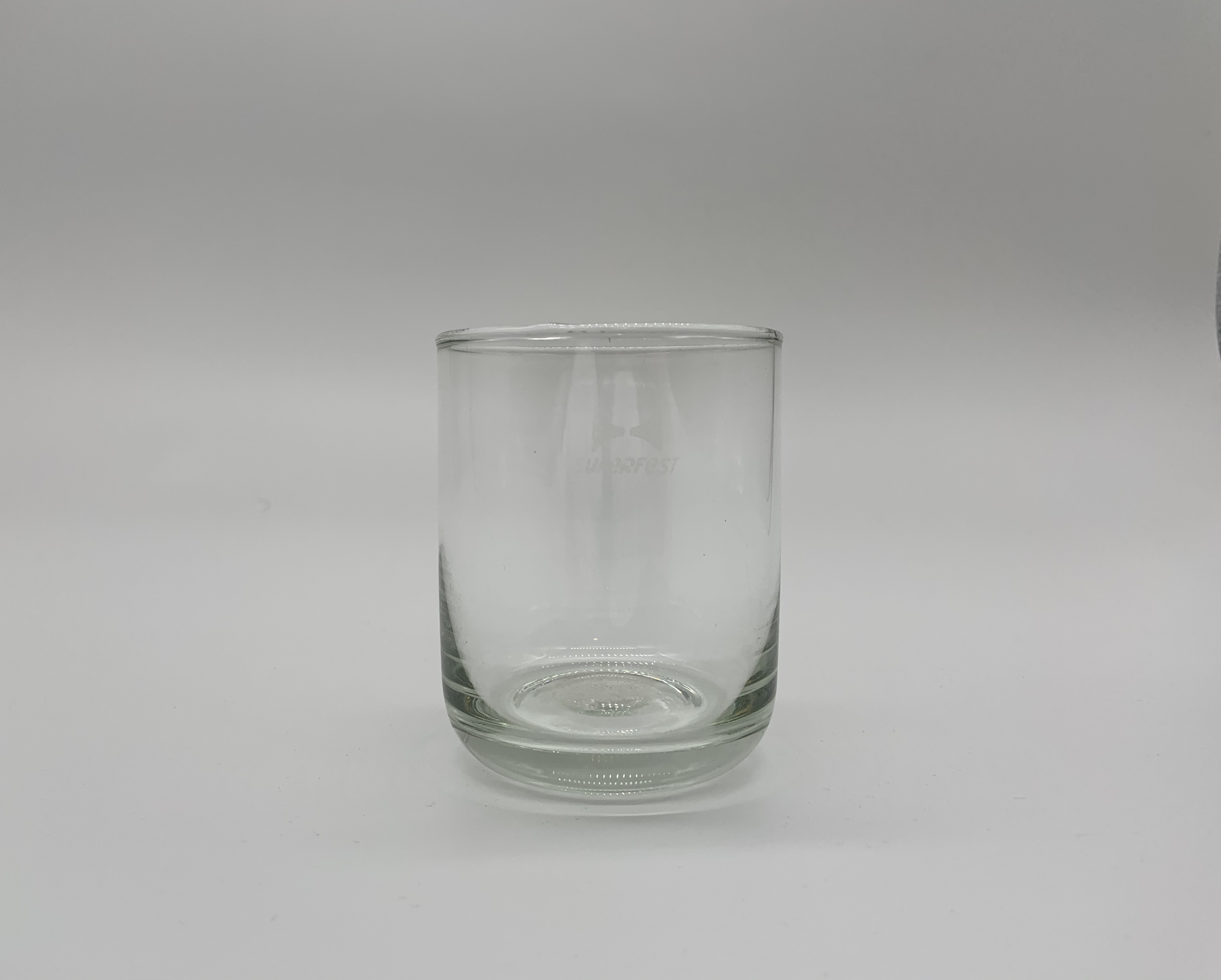
Verre à whisky.
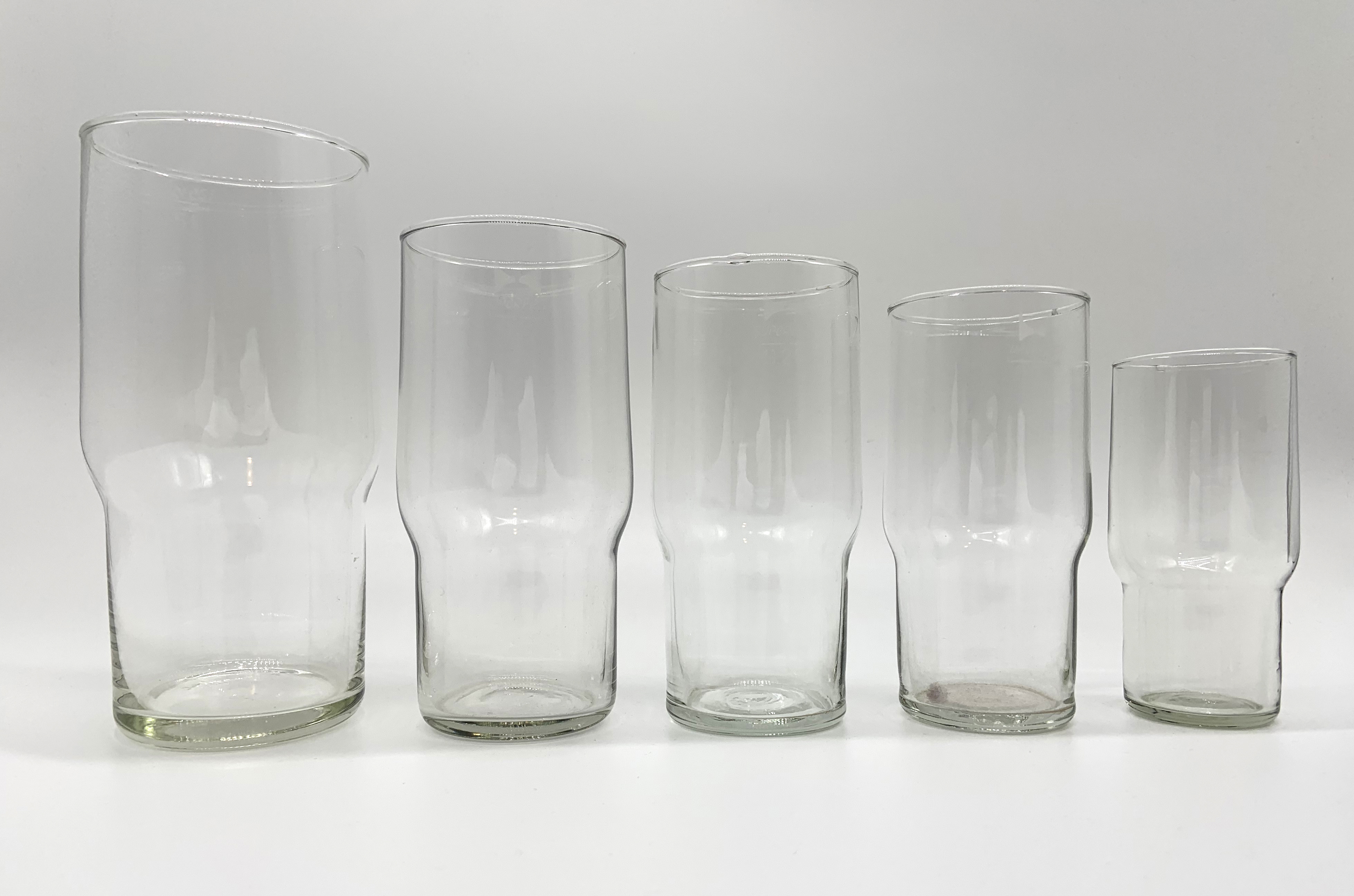
Verres empilables de cinq tailles.
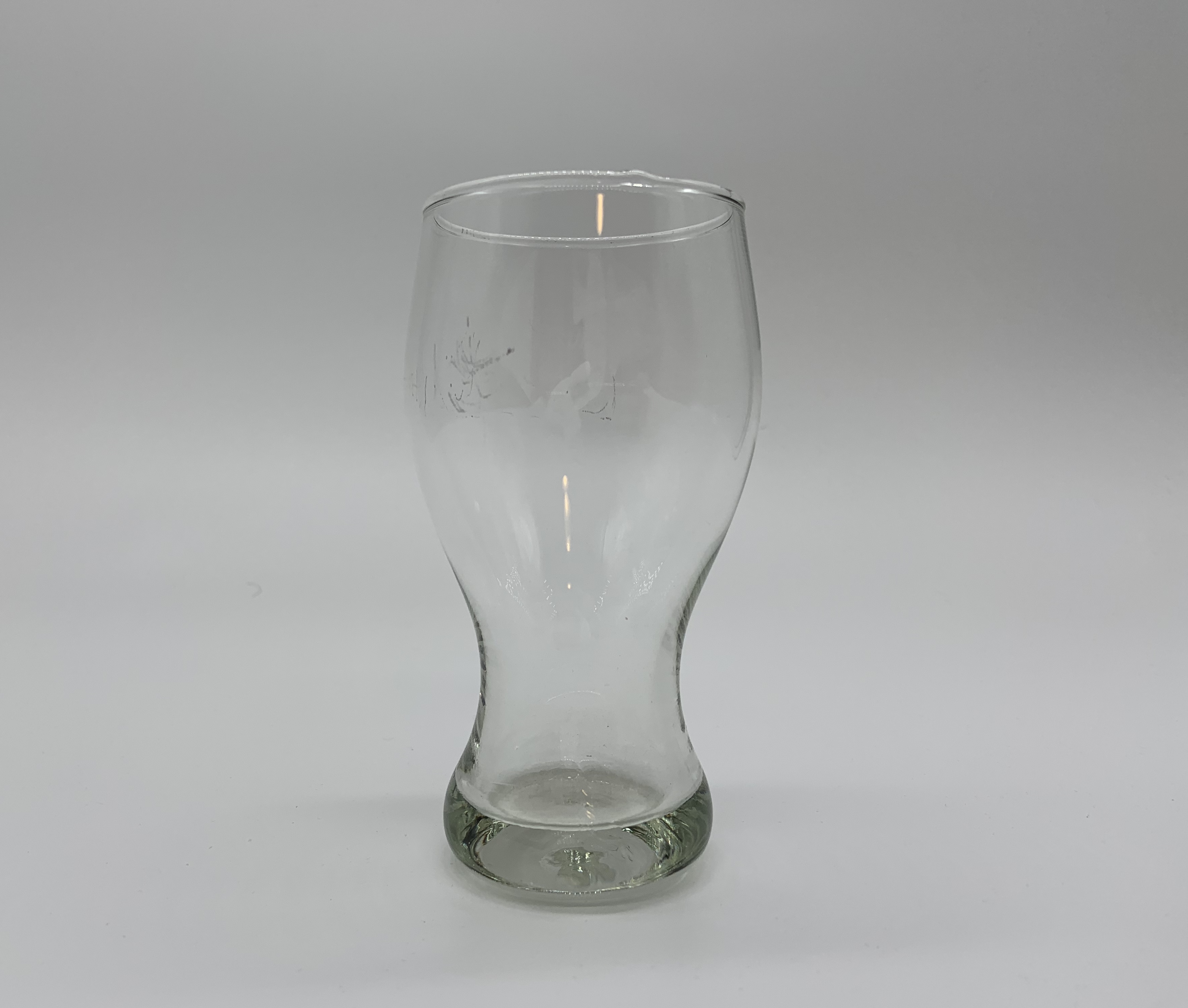
Verre à grog.
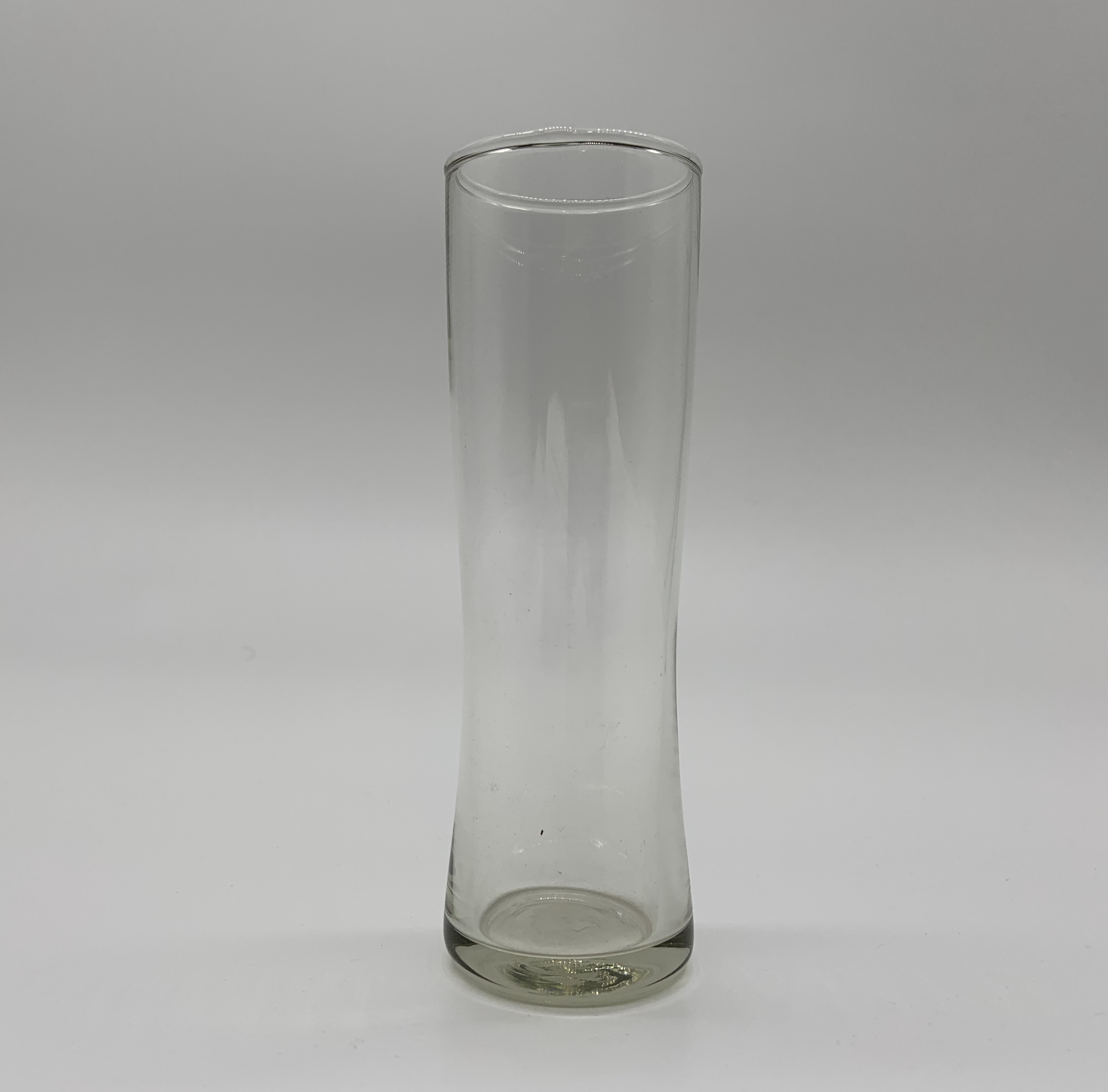
Verre bar à champagne.
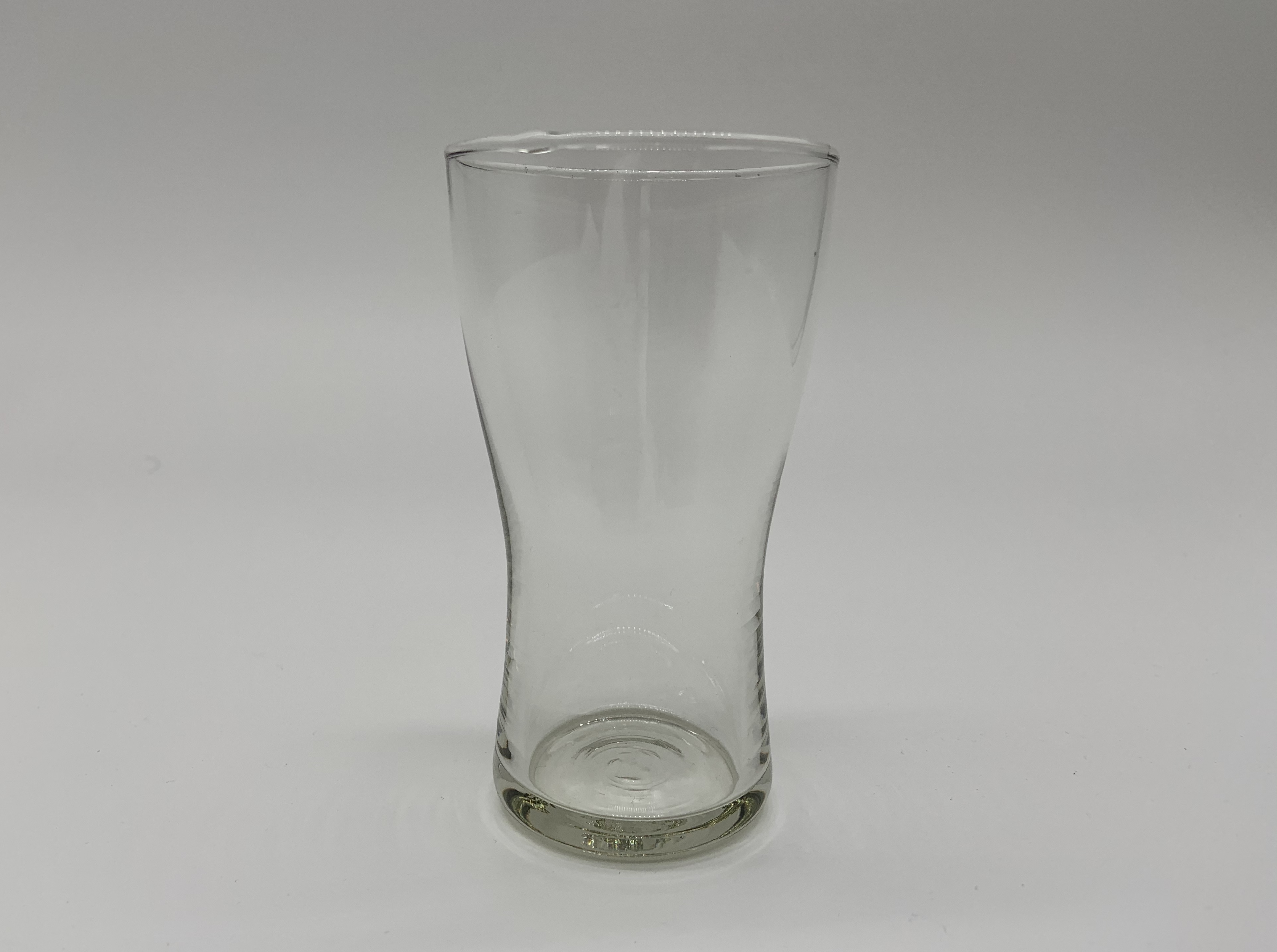
Verre gobelet à vin.
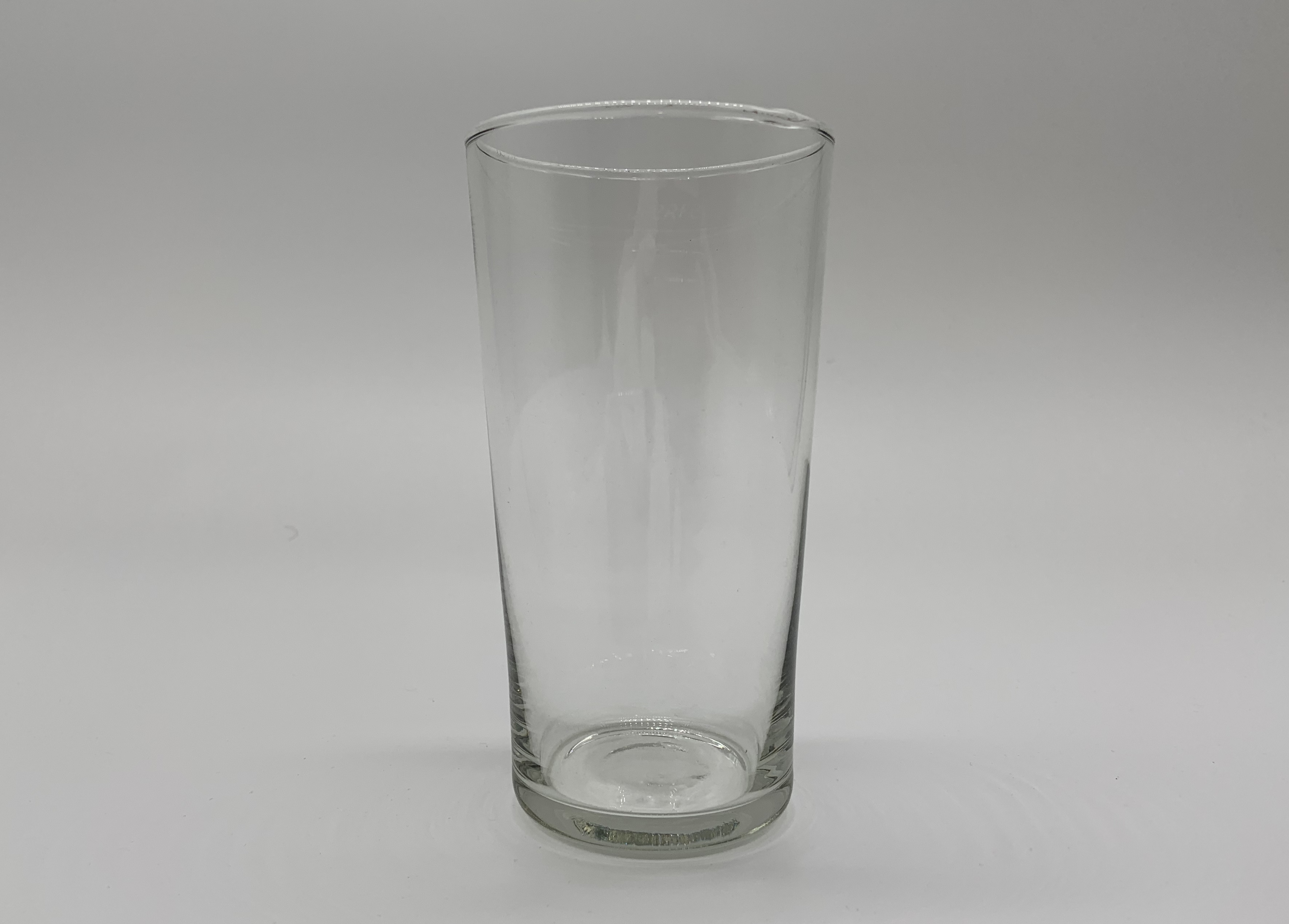
Verre d'eau.